# Évariste Galois (film)
Pour l’article homonyme, voir Évariste Galois.
Pour plus de détails, voir Fiche technique et Distribution.
Évariste Galois est un court métrage français réalisé en 1964 par Alexandre Astruc, sorti en 1967.

## Synopsis
Les dernières heures de la vie du génial mathématicien Évariste Galois (1811-1832), mort en duel à 20 ans.

## Fiche technique
- Titre : Évariste Galois
- Réalisation : Alexandre Astruc, assisté de Marc Simenon
- Scénario : Alexandre Astruc
- Photographie : Jacques Mercanton
- Musique : Antoine Duhamel
- Montage : Denise de Casabianca
- Directeur de production : Jean Salvy
- Production : Société Nouvelle Pathé Cinéma
- Pays de production :  France
- Durée : 30 min
- Date de sortie : 
  - France, 1967
- Visa no 29078 délivré le 19 mai 1964[1]

## Distribution
- José Varela
- Gérard Dauzat
- Vincent Kaldor
- François Perrot
- Jean Sobieski
- Voix de Jean Négroni